# دامنه برخورد
دامنه برخورد یک بخش شبکه است که توسط یک رسانه مشترک یا از طریق تکرار کننده‌ها در جایی که انتقال‌ داده‌های همزمان با یکدیگر برخورد می‌کنند متصل می‌شود. دامنه برخورد به ویژه در شبکه‌های بی سیم اعمال می‌شود، اما همچنین نسخه‌های اولیه اترنت را تحت تأثیر قرار می‌دهد. برخورد شبکه زمانی اتفاق می‌افتد که بیش از یک دستگاه بخواهد همزمان یک بسته را روی یک بخش شبکه بفرستد. اعضای دامنه برخورد ممکن است در برخورد با یکدیگر نقش داشته باشند. دستگاه‌های خارج از حوزه برخورد با دستگاه‌های داخل برخورد ندارند.
فقط یک دستگاه در دامنه برخورد ممکن است هر بار انتقال یابد و در همان حال سایر دستگاه‌های موجود در دامنه به شبکه گوش می‌دهند و از انتقال خودداری می‌کنند در حالی که دیگران در حال انتقال هستند تا از برخورد جلوگیری کنند. از آنجا که ممکن است هر بار فقط یک دستگاه در حال انتقال باشد، کل پهنای باند شبکه بین همه دستگاه‌های موجود در حوزه برخورد به اشتراک گذاشته می‌شود. برخوردها همچنین باعث کاهش کارایی شبکه در یک حوزه برخورد می‌شوند زیرا در برخوردها لازم است دستگاه‌ها انتقال و انتقال مجدد را در زمان بعدی قطع کنند.
از آنجا که انتشار بیت‌های داده دارای سرعت محدود می‌باشند، به طور همزمان از نظر اندازه دامنه برخورد و حداقل اندازه بسته مجاز تعریف می‌شود. اندازه بسته کوچکتر یا ابعاد بزرگتر این امکان را برای ارسال کننده فراهم می‌کند تا ارسال بسته را بدون اینکه بیت‌های اول پیام به دورترین گره برسد، به پایان برساند. در نتیجه، این گره می‌تواند شروع به ارسال کند، بدون اینکه سرنخی از انتقال در حال انجام باشد و اولین بسته را از بین ببرد. مگر اینکه اندازه دامنه برخورد اجازه دهد فرستنده اولیه دومین تلاش انتقال را دریافت کند - برخورد - در مدت زمانی که برای ارسال بسته طول می‌کشد ، او نه می‌تواند تصادم را تشخیص دهد و نه انتقال را تکرار کند – این یک اواخر است برخورد

## شبکه محلی کابلی
در اترنت با استفاده از رسانه اشتراکی ، با استفاده از دسترسی چندگانه حامل با تشخیص برخورد (CSMA / CD) که در آن بسته‌های رقیب کنار گذاشته می‌شوند و یک بار ارسال می‌شوند، برخوردها برطرف می‌شوند. این امر به یک منبع ناکارآمدی در شبکه تبدیل می شود.
انواع اولیه اترنت ( 10BASE5 ، 10BASE2 ) بر اساس یک سیم مشترک و ذاتاً نیمه دوبلکس ساخته شده‌اند، که نمایانگر یک دامنه برخورد واحد و بالقوه بزرگ است. دامنه‌های برخورد نیز در یک قطب اترنت یا تکرار کننده وجود دارد که هر بخش میزبان به یک هاب متصل می‌شود و همه بخش ها فقط یک دامنه برخورد را در یک دامنه پخش نشان می‌دهند . دامنه‌های برخورد نیز در شبکه‌های متوسط دیگر به اشتراک گذاشته می‌شوند ، g شبکه‌های بی‌سیم مانند Wi-Fi .
شبکه‌های سیمی مدرن از سوئیچ شبکه برای کاهش یا از بین بردن برخوردها استفاده می‌کنند. با اتصال هر دستگاه به طور مستقیم به یک پورت روی سوییچ، هر پورت روی یک سوئیچ به دامنه برخورد خود تبدیل می‌شود (در مورد لینک های نیمه دوبلکس)، یا در صورت پیوندهای دوبلکس به طور کامل احتمال برخورد از بین می‌رود . برای Gigabit Ethernet و سریعتر، هیچ هاب یا تکرار کننده‌ای وجود ندارد و همه دستگاه‌ها به پیوندهای دو طرفه کامل نیاز دارند.

## شبکه های بی سیم

مشکل گره پنهان : دستگاه های A ، B و C در یک حوزه برخورد قرار دارند. A و C هر دو در حال برقراری ارتباط با B هستند ، اما از یکدیگر بی اطلاع هستند.

اکثر شبکه‌های LAN بی سیم از دسترسی چندگانه حامل با روش جلوگیری از برخورد (CSMA / CA) استفاده می‌کنند. شبکه‌های بی‌سیم علاوه بر نیاز به یک رسانه سیم مشترک، مشکل گره پنهان را اضافه می‌کنند که در آن دو فرستنده نمی‌توانند انتقال یکدیگر را بشنوند، اما باعث برخورد در گیرنده بین آنها می‌شود. دسترسی چندگانه با برخورد اجتناب از برخورد برای بی‌سیم یکی از این رویکردها است که به طور خاص در 802.11 RTS / CTS مورد استفاده قرار گرفته است. هماهنگی مرکزی وسیله دیگری برای حل این مشکل برای یک حوزه برخورد است. این روش توسط Wireless Multimedia Extensions استفاده شده است . عملکرد هماهنگی نقطه ای و عملکرد هماهنگی توزیع شده پیاده سازی های خاصی هستند.

## همچنین ببینید
- روش دسترسی به کانال

## لینک های خارجی
- دامنه برخورد توضیح داده شده است